# 上杉斉憲
上杉 斉憲（うえすぎ なりのり）は、江戸時代末期（幕末）の大名。出羽国米沢藩12代藩主。山内上杉家28代当主。

## 生涯
文政3年（1820年）5月10日、米沢藩11代藩主・上杉斉定の長男として生まれた。母は畠山義周の娘多喜で、側室ながら上杉家の血を引く。父同様、11代将軍・徳川家斉の偏諱を受けて斉憲と名乗った。のちに父と同名の斉定とも名乗っている。
天保7年（1836年）10月23日、従四位下・侍従兼式部大輔に叙任。天保10年（1839年）4月3日、家督を継ぐ。同年同月11日、弾正大弼に転任。侍従如元。安政3年（1856年）に海外防備による出費のために藩士の知行借り上げを復活した。同年12月16日、左近衛権少将を兼任、侍従を去る。
安政6年（1859年）には種痘を藩内に推奨した。文久3年（1863年）には徳川家茂の京都上洛に御供して二条城警護にあたり、9月22日、左近衛権中将に転任、弾正大弼如元。元治元年（1864年）5月1日、従四位上に昇叙、左近衛権中将兼弾正大弼如元。
藩政改革に努め、軍隊の洋式訓練方法を取り入れるなど、藩政に大きな成功を収め、慶応2年（1866年）にはこの功績を賞され屋代3万7千石の加増を受けている。上杉家の領地が増やされるのは実に2世紀半ぶりのことで、豊臣政権時代に越後国から会津に加増転封になって以来のことである。この一事が非常な喜びとなったか、かつての名君・上杉治憲（鷹山）に次ぐ名君とまで呼ばれた。開明的な人物で、開国にも積極的だったという。
慶応4年（1868年）、戊辰戦争が起きて会津藩と共に米沢藩も討伐の対象とされたが、当初は斉憲は新政府の意向に従って恭順を考えていた。しかし、その嘆願を望んで送った書状を新政府に握りつぶされたため、これに抗議し仙台藩に次ぐ奥羽越列藩同盟の副盟主となり、新政府軍と戦った。米沢軍は一時は新政府軍を圧倒し、新潟港を奪い返すまでに至ったが、慶応4年（1868年）5月に新発田藩の寝返りもあって新政府軍の猛攻を受け敗走する。同年8月3日、解官。
その後、旗色が悪くなったこと、京都・江戸での甘粕氏・毛利氏（長州藩の本家筋）らと西国雄藩との外交工作などもあり新政府軍に降伏した。そして、それまで味方であった会津と庄内に兵を送った。奥羽越列藩同盟の実質的な盟主であったため「裏切り者」「甘粕狐に騙された」等とも称された。明治維新後、領地を14万7千石に削減された。また、明治元年12月7日、家督を長男・茂憲に譲り隠居した。明治2年（1869年）9月28日、従三位に叙位。
明治22年（1889年）5月20日、死去。享年70（満68歳没）。

## 系譜
- 父：上杉斉定（1788 - 1839）
- 母：芙蓉院 - 畠山義周の娘
- 正室：貞姫（1821 - 1847）- 土佐藩主山内豊資の娘。
- 継室：郁姫（1828 - 1862）- 高松藩主松平頼恕の娘。
  - 五男：吉井信謹（1853 - 1890）- 吉井信発の養嗣子となる。
  - 六男：松平忠敬（1855 - 1919）- 松平忠誠の養嗣子となる。
  - 九男：丹羽長裕（1859 - 1886）- 丹羽長国の養嗣子となる。
- 側室：磐（1826 - 1903）- 鈴木政備の娘
  - 長男：茂憲（1844 - 1919）- 第13代藩主。
  - 女子：栄子（1848 - 1886）- 別名・栄姫。結婚を3回している（相良頼基正室→飛鳥井雅望室→山内豊範継室）。
  - 四男：勝賢（1850 - 1898）- 上杉勝道の養嗣子となる。
  - 女子：猷子（1856 - 1921） - 別名・猷姫。池田政礼の正室。
  - 十男：熊松（1858 - 1933）- 妻は酒井忠経の娘・定。子に萬亀子[4]。
  - 十一男：丹羽長保（1869 - 1902）- 兄長裕の養嗣子となる。
  - 女子：純子（1866 - 1901）- 別名・虎姫。小笠原忠忱正室。
- 側室：神田氏
  - 女子：千鶴子（1877 - 1965）- 細川立興室
  - 十三男：亀雄（1880 - 1910）

## 斉憲家臣
元治元年の江戸武鑑に見られる主要家臣は以下のとおり。
【家老、奉行、侍頭及び分領家】
本庄弥次郎、長尾権四郎、中条豊前、千坂琢磨（国家老）、色部長門（江戸家老）、毛利治部（毛利安積、京都藩邸留守居）、竹俣美作、市川美濃、清野大学、島津玄蕃、平林内蔵助、竹俣直蔵、廣居図書、莅戸孫七郎
【中老】
杉原石見
【用人】
深澤五平太、甘粕数右衛門、小倉将監、樋口伊織、額田求馬、木滑要人（城使兼務）、若林作兵衛、登坂八兵衛、
【世子傳役】
松本彦左衛門
【世子附き用人】
大瀧新蔵、増岡孫次郎
【御城使】
額田卯右衛門

## 登場作品
NHK大河ドラマ
- 八重の桜（2013年） - 演：倉持一裕